# 普卡普卡环礁 (库克群岛)

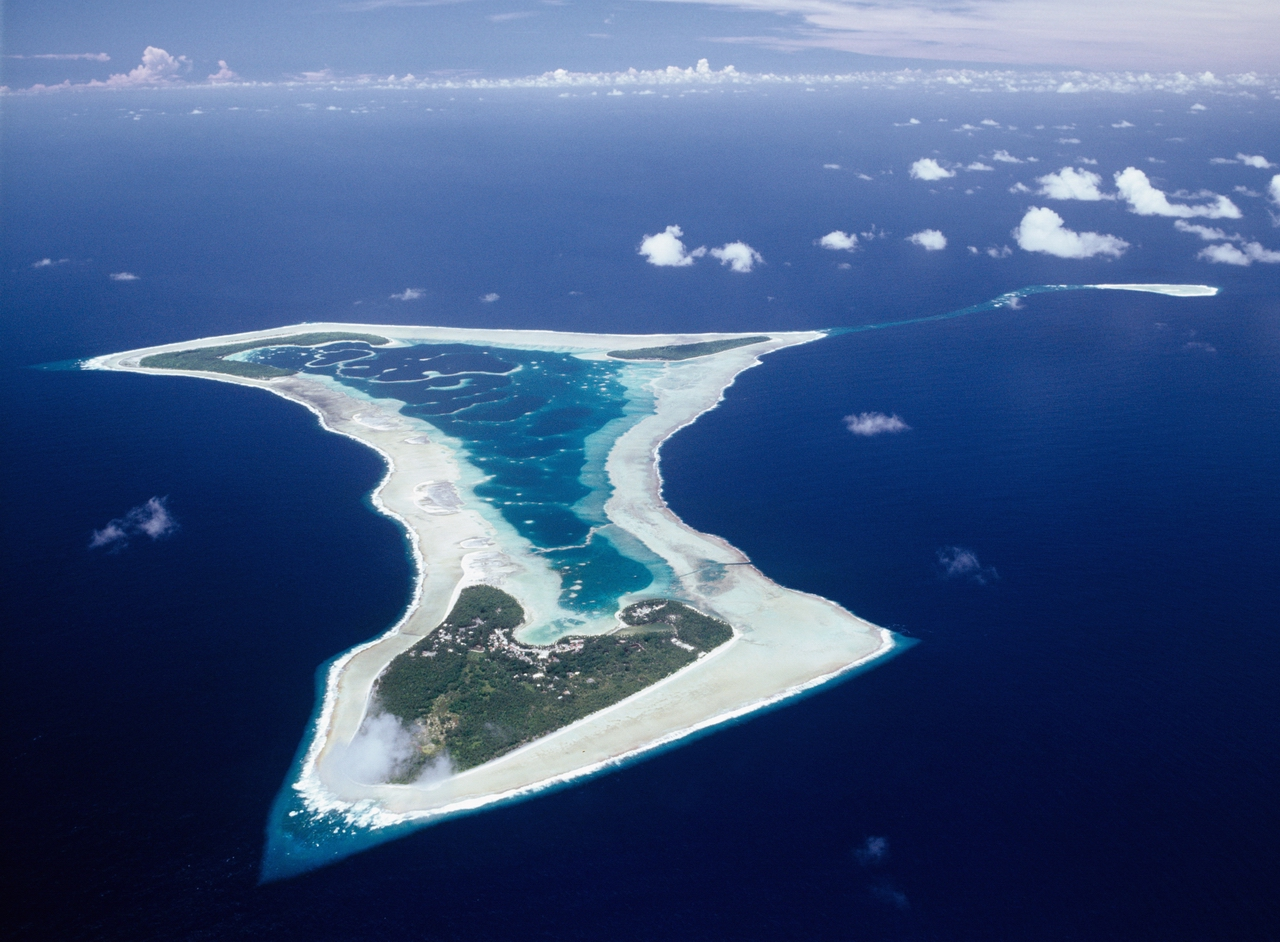
普卡普卡环礁鸟瞰

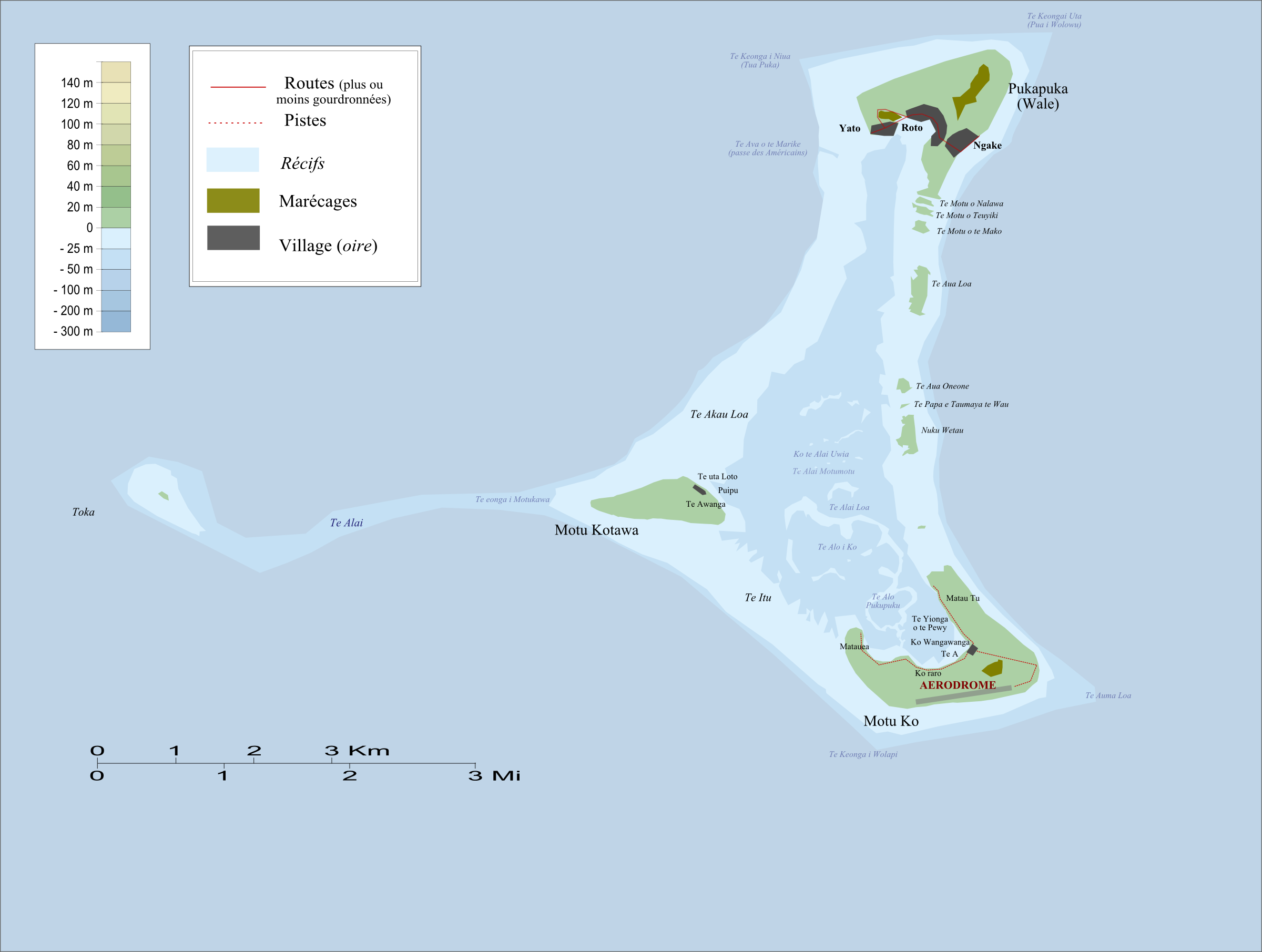
普卡普卡环礁地图

普卡普卡环礁（Pukapuka）是太平洋上属于库克群岛的一个珊瑚环礁，陆地面积约3平方公里。考古发现，该岛人类最早的活动足迹可追溯到2000年前。该岛使用普卡普卡语。美国一度坚持对该岛的主权，但最终于1980年与新西兰和库克群岛签订条约，放弃对该环礁的领土要求。

## 相關影視
- 太平洋幽靈（英语：Against the Sun）

## 外部連結
- Cook Islands site（页面存档备份，存于）
- Images of damage caused by Cyclone Percy（页面存档备份，存于）

10°53′S 165°51′W / 10.883°S 165.850°W